# Бызовское сельское поселение
Бызовское се́льское поселе́ние — муниципальное образование в Упоровском районе Тюменской области Российской Федерации.
Административный центр — село Бызово.

## История
Статус и границы сельского поселения установлены Законом Тюменской области от 5 ноября 2004 года № 263 «Об установлении границ муниципальных образований Тюменской области и наделении их статусом муниципального района, городского округа и сельского поселения».

## Население
| 2010 | 2011 | 2012 | 2013 | 2014 | 2015 | 2016 |
| ---- | ---- | ---- | ---- | ---- | ---- | ---- |
| 889  | →889 | ↗904 | ↘898 | ↘894 | ↗903 | ↗911 |
| 2017 | 2018 | 2019 | 2020 | 2021 |      |      |
| ↘890 | ↘888 | ↘881 | ↘867 | ↘833 |      |      |

## Состав сельского поселения
| № | Населённый пункт | Тип населённого пункта       | Население |
| - | ---------------- | ---------------------------- | --------- |
| 1 | Бызово           | село, административный центр | 572       |
| 2 | Карагужева       | деревня                      | 191       |
| 3 | Коклягина        | деревня                      | 30        |
| 4 | Пушкарева        | деревня                      | 96        |

- Верхотурова-деревня упразднена решением Упоровского РИК от 28.11.1973 года.